# Cách mạng

Đột chiếm ngục Bastille, 14/7/1789 trong Cách mạng Pháp.

Cách mạng là một phương pháp của nhân dân hoặc một tổ chức mà trong đó các hoạt động đấu tranh diễn ra liên tục nhằm cải tiến một chính quyền, tư tưởng, công nghệ kỹ thuật,... Một cuộc cách mạng có thể dẫn đến trịnh thương trong các thể chế chính trị – xã hội, hoặc thay đổi lớn trong 1 nền kinh tế hay văn hóa. Cách mạng đã từng xảy ra trong nhiều lĩnh vực như xã hội, chính trị, văn hóa, kinh tế, công nghiệp,...
Cách mạng thường được thực hiện dưới sự lãnh đạo nhân dân, tạo ra 1 sự thay đổi về chất trên các mặt chính trị, kinh tế, hay văn hóa, xã hội. Đối lập với cách mạng thường được gọi là phản cách mạng, tức quay lại với cái cũ, trung thành với cái cũ hoặc cái đang tồn tại, hay 1 sự thay đổi tiệm tiến có kế thừa cái cũ.
Trong chính trị, cách mạng và đảo chính có những điểm giống và khác với nhau: Cách mạng và đảo chính đều được tiến hành nhằm lật đổ chế độ chính trị cũ, nhưng khác nhau ở mục tiêu sau đó: cách mạng là thay chế độ cũ bằng 1 chế độ mới tiến bộ hơn về cơ cấu và tính chất, còn đảo chính là thuật ngữ chung mà chỉ thay thế 1 chính quyền này bằng 1 chính quyền khác có hình thái và bản chất giống như cũ. Ngoài ra, đảo chính thường chỉ được thực hiện bởi 1 nhóm lãnh đạo nhắm vào 1 nhóm các lãnh đạo khác, trong khi cách mạng thường được tổ chức bởi phần lớn quần chúng xã hội và lật đổ cả thể chế chính trị cũ. Ví dụ: Cách mạng Tháng Mười được thực hiện bởi đông đảo quần chúng nhằm thay thế chế độ Nga hoàng bằng nền Cộng hòa Xô viết nên được coi là cách mạng, trong khi đảo chính Thái Lan 2006 được thực hiện bởi một số tướng lĩnh nhằm lật đổ cá nhân Thủ tướng, và Chính phủ mới vẫn áp dụng cơ cấu chính trị trước đó nên được coi là đảo chính.
Thông thường, các học thuyết bảo vệ cho cách mạng là chủ nghĩa cách mạng, chủ nghĩa xã hội, chủ nghĩa cộng sản, chủ nghĩa tự do, chủ nghĩa tiến bộ, chủ nghĩa dân tộc, chủ nghĩa vô chính phủ và chủ nghĩa công đoàn (nhưng không phải tất cả những gì các trường phái này mang lại đều nhất thiết là cách mạng). Đôi khi chủ nghĩa phát xít cũng được xem là cách mạng hoặc có khi xem là phản cách mạng (hay cách mạng cánh hữu).

## Từ nguyên

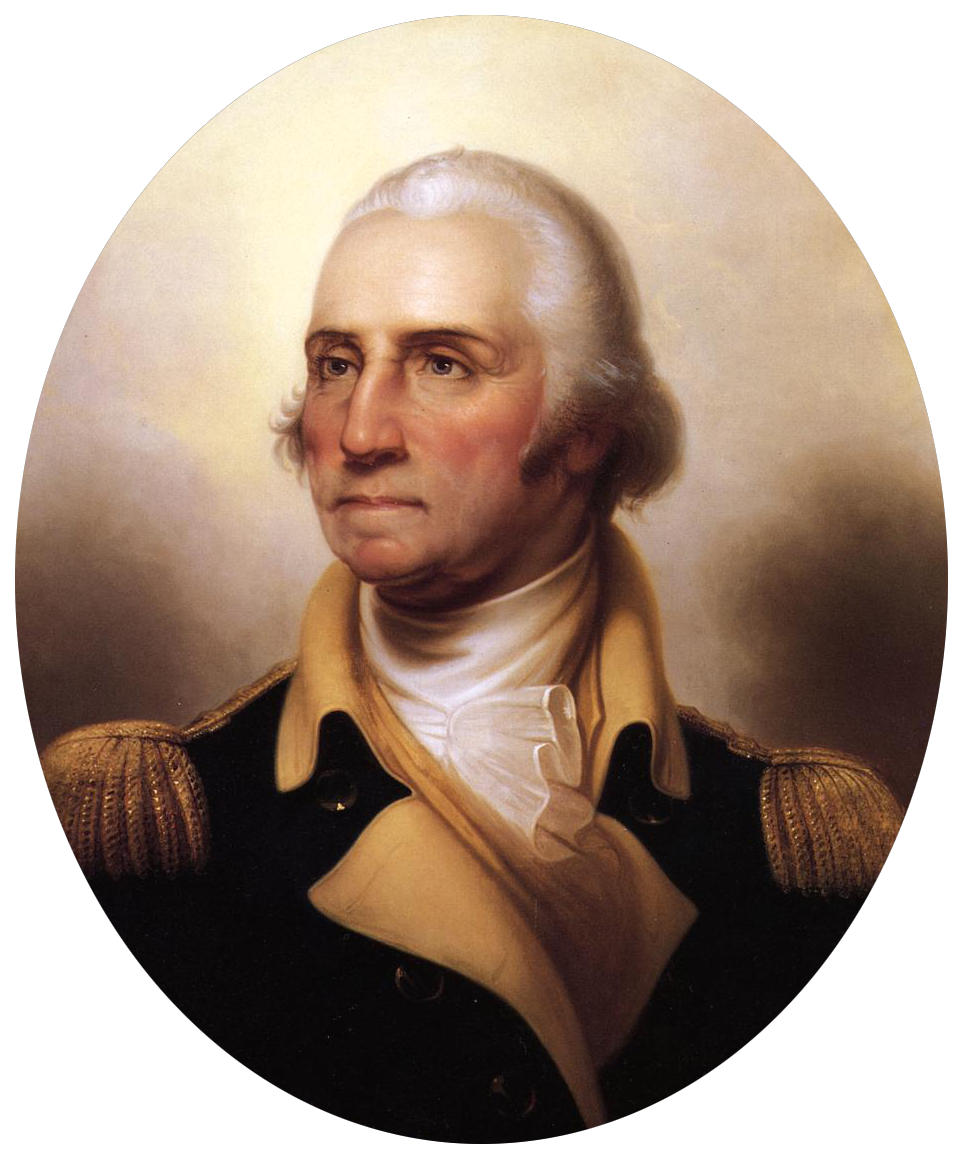
George Washington là 1 nhà lãnh đạo nước Mỹ trong Cách mạng Mỹ.

Trong nhiều ngôn ngữ của châu Âu, các từ mang nghĩa "cách mạng" được bắt nguồn từ revolutio (sự quay) trong tiếng La Tinh thông dụng (Vulgar Latin), từ này có nguồn gốc từ revolvere (quay, xoay) trong tiếng Latinh. Năm 1390, từ này được du nhập vào tiếng Anh qua từ révolution trong tiếng Pháp cổ, khi đó có nghĩa thuộc lĩnh vực thiên văn học. Các từ cùng gốc Latinh này trong tiếng Anh và tiếng Pháp bắt đầu mang sắc thái chính trị kể từ thế kỷ XVII, đặc biệt là sau cuộc lật đổ vua James II của Anh năm 1688.
Trong tiếng Việt, từ cách mạng là từ Hán Việt gốc Nhật (革命, かくめい, kakumei) tiếp thu từ những năm 1920. Vì chữ mạng còn được đọc là mệnh, từ cách mạng đôi khi còn được đọc là cách mệnh, như tác phẩm Đường kách mệnh của Hồ Chí Minh.

## Cách mạng chính trị và cách mạng xã hội
Cách mạng chính trị là sự thay đổi nhà cầm quyền hoặc hình thức tổ chức nhà nước hiện tại bằng nhà cầm quyền hoặc hình thức tổ chức nhà nước khác được xem là tiến bộ hơn bằng phương pháp bạo động hoặc bất bạo động mà không tuân theo những thủ tục được pháp luật quy định.
Cách mạng chính trị thường được thực hiện bởi bạo lực, và những thay đổi lớn trong bộ máy quyền lực thường có kết quả nhanh chóng hơn bằng việc sử dụng bạo lực, như ở Cách mạng Tháng Mười Nga (1917) và Cách mạng Pháp. Một cuộc cách mạng chính trị có thể sử dụng vũ lực để lật đổ nhà cầm quyền, tiêu diệt những cá nhân bị xem là phản cách mạng (như đã xảy ra ở Anh, Pháp và Nga); trong khi đó một cuộc cách mạng xã hội thường là sự thay đổi 1 xã hội thông qua các học thuyết và tư tưởng mới như trong thời kỳ Phục Hưng. Tuy nhiên, những cuộc cách mạng xã hội thường không có mốc thời gian rõ ràng, và hầu hết các cuộc cách mạng chính trị đều trở thành cách mạng xã hội, vì chúng được thực hiện dựa trên 1 cơ sở triết học nào đó hướng tới việc tạo dựng ra các định chế kinh tế - chính trị mới nhằm thay đổi bản chất của xã hội. Những cuộc cách mạng trong thế giới hiện đại có thể trở thành những cuộc cách mạng tự do và cách mạng cộng sản. Trái lại, 1 cuộc đảo chính thường tìm kiếm sự thay đổi nhà cầm quyền hoặc đường lối chính trị hiện thời hơn là đặt mục tiêu cải cách xã hội dựa trên quan niệm, ý tưởng về một xã hội tốt đẹp hơn.
Các cuộc cách mạng chính trị có thể đem đến sự thay đổi chính trị nhanh chóng làm cơ sở để thực hiện những cải cách xã hội khi quần chúng bị kích động đứng lên làm cách mạng nhưng nó sẽ đi kèm những tổn thất rất to lớn cho xã hội trong một thời gian dài, và khi cần kìm hãm người dân để đưa họ về trạng thái tâm lý ôn hòa thì đó lại là một việc rất khó và mất thời gian, đôi khi còn tổn thất rất lớn khác; thậm chí các nhà cách mạng sau khi lật đổ chế độ cũ sẽ thanh trừng lẫn nhau vì bất đồng quan điểm hay vì cạnh tranh quyền lực. Các cuộc cách mạng chính trị đều cho thấy phá hủy các định chế kinh tế - chính trị, các mối quan hệ sản xuất - quan hệ xã hội cũ thì dễ dàng hơn là xây dựng những nhân tố mới tốt đẹp và có hiệu quả hơn. Các định chế kinh tế – chính trị cũ có khuynh hướng tái sinh dưới hình thức mới với cùng bản chất nhưng do một nhóm người mới nắm giữ quyền lực là điều mà Karl Marx gọi là lịch sử lặp lại chính nó – lần đầu như 1 tấn thảm kịch, lần thứ 2 như 1 định mệnh trớ trêu. Các cuộc cách mạng không thể nào thay thế cho tiến hóa xã hội mà chỉ tạo điều kiện cho tiến hóa có thể diễn ra nhanh hơn trong một số trường hợp và kéo lùi xã hội trong một số trường hợp khác. Điều này cho thấy phá hủy lúc nào cũng dễ dàng hơn là xây dựng và xây dựng lúc nào cũng cần nhiều thời gian hơn phá hủy. Các cuộc cách mạng xã hội hướng đến sự thay đổi bản chất của  xã hội trong đó các lực lượng xã hội cần phải tự điều chỉnh hoặc bị điều chỉnh để giải quyết các mâu thuẫn đối kháng. Trong nhiều trường hợp, những cuộc cách mạng xã hội sẽ tiếp nối các cuộc cách mạng chính trị nhằm mang lại những thay đổi sâu sắc và bền vững hơn kết quả do các cuộc cách mạng chính trị mang lại. Các cuộc cách mạng xã hội cũng có thể đi kèm với những hậu quả tiêu cực như từng diễn ra tại các cuộc cải cách văn hóa, cải cách tôn giáo, cải cách ruộng đất, cải cách công thương nghiệp trên thế giới.
Một vài nhà triết học chính trị coi các cuộc cách mạng giống như cái đích của mình. Hầu hết những người vô chính phủ ủng hộ cách mạng xã hội như chứng kiến sự đổ vỡ của bộ máy nhà nước và thay thế vào đó 1 tình trạng xã hội không có thứ bậc. Chẳng hạn trong số những người theo Chủ nghĩa cộng sản và Chủ nghĩa Marx, có 1 sự tách biệt giữa người ủng hộ nhà nước Xô Viết (phái chính thống chủ nghĩa Mác) xem nhà nước này là công cụ của giai cấp vô sản và phái theo Chủ nghĩa Trotsky chỉ trích nhà nước Xô Viết xem đây là 1 hệ thống quan liêu nhân danh giai cấp vô sản.
Cách mạng chính trị và xã hội thường "thể chế hóa" những ý tưởng hay khẩu hiệu hay nhân vật của cuộc cách mạng để tiếp tục nắm vai trò quan trọng trong đời sống chính trị của một đất nước, ngay cả khi cuộc cách mạng đó đã kết thúc nhiều năm. Các hệ thống chính trị mới thường thể chế hóa những cuộc cách mạng này để hợp pháp hóa những đường lối của chính quyền. Ví dụ như việc Pháp, Mỹ, Nga,... tiếp tục kỷ niệm quá khứ cách mạng qua những ngày nghỉ lễ, những bài hát hay bằng hình thức khác.
Một số cuộc cách mạng chính trị – xã hội khác: Cách mạng Hà Lan, Cách mạng Anh, Cách mạng Mỹ, Cách mạng Pháp, Cách mạng Tháng Mười, Cách mạng Tháng Tám, Cách mạng 1989,...

## Những cuộc cách mạng văn hóa, tư tưởng hay triết học
- Phục hưng
- Cải cách Tin Lành
- Cách mạng Khoa học
- Cách mạng ý thức
- Cách mạng Văn hóa

## Những cuộc cách mạng công nghệ
Những cuộc cách mạng công nghệ là nền tảng cho sự phát triển công nghiệp vượt bậc được gọi là cách mạng công nghiệp hoặc sự phát triển trong nông nghiệp được gọi là cách mạng nông nghiệp. Những thay đổi kinh tế dẫn đến những thay đổi trong cấu trúc xã hội, trong văn hóa và chính trị.
- Cách mạng Nông nghiệp
- Cách mạng Kỹ thuật số
- Cách mạng Đồ đá mới
- Cách mạng vật giá
- Cách mạng Công nghiệp
- Cách mạng Công nghiệp lần thứ hai